# Madonna in trono tra le sante Caterina d'Alessandria e Barbara
La Madonna in trono tra le sante Caterina d'Alessandria e Barbara è un dipinto a olio su tavola (84x70 cm) del Maestro di Hoogstraeten, databile al 1520 circa e conservato nella Galleria degli Uffizi a Firenze.

## Storia
L'opera registrò varie ipotesi attributive. A lungo ritenuta un lavoro di Hugo van der Goes, tesi fortemente opposta dal Cavalcaselle, venne poi riferita al Civetta e infine, da Max Friedländer, al Maestro di Hoogstraeten (1929), un maestro anonimo attivo ad Anversa tra il 1490 circa e il 1530. Il confronto per arrivare all'attribuzione fu con una tavola della collezione Benda di Vienna.
Faggin ipotizzò un legame del dipinto con una serie di tavole del Museo Reale di Anversa con i Sette Dolori della Vergine, proveniente dalla chiesa di Santa Caterina a Hoogstraeten

## Descrizione e stile
L'opera si accosta alle sacre conversazioni di Hans Memling, con l'analoga composizione della Madonna col Bambino sotto un baldacchino riccamente decorato, con al lato due personaggi, in questo caso le sante Caterina d'Alessandria e Barbara, con la prima che offre una mela, simbolo del Peccato originale, a Gesù Bambino che si sforza per prenderla simboleggiando il suo sacrificio per la redenzione del mondo.
L'ambientazione è in una ricca stanza aperta a loggia sul paesaggio che, a differenza dei lavori di Memling, è vista con uno scorcio grandangolare, che permette di inserire l'intero ambiente, finito e razionale, entro la rappresentazione, spingendolo in profondità. Si tratta di un parapetto con gradini-panca, su cui si appoggiano colonne in marmo rosa screziato di dimensioni tozze e massicce, oltre le quali appare un idilliaco paesaggio nordico, con colline, foreste e castelli.
Gli angeli che volano in alto, reggenti la corona per Maria, mostrano l'influenza di Hugo van der Goes, così come è ravvisabile nel volto sintetico e nella posa della Madonna.